# Y Dios está con nosotros
Y Dios está con nosotros (del inglés: The Fifth day of Peace), en italiano: Dio è con noi es una coproducción yugoslavo-italiana dirigida en 1969 por Giuliano Montaldo.
Giuliano Montaldo nos presenta una tragedia difícil y atroz, que realmente ocurrió en un campo de prisioneros al final de la guerra. La película fuertemente antinazista y antimilitarista, fue objeto de gran escándalo en el momento de su estreno.

## Sinopsis
En Holanda, en los últimos días de la Segunda Guerra Mundial, dos soldados alemanes desertan, pero son capturados e internados en un campo de prisioneros. El campo, regentado por los aliados canadienses, alberga a más de tres mil soldados alemanes. 
Debido a un malentendido, ambos son utilizados como ayudantes y colaboradores de los aliados, pero a continuación son descubiertos como desertores por sus propios compañeros. El código militar dice claramente que los desertores deben de ser juzgados. El proceso se lleva a cabo y el veredicto es la muerte. Los condenados no hacen caso de sus acusadores, porque la guerra está a punto de acabar y, además, como prisioneros que son, no tienen armas. 
Sin embargo, los oficiales alemanes y los demás prisioneros quieren ejecutar la sentencia y para ello piden al comandante del campamento permiso y armas para el fusilamiento. Estos no están dispuestos a acceder pero finalmente consienten en la ejecución. Los dos desertores son fusilados por sus compatriotas, a pesar de que la guerra ya ha terminado. 

## Premios
- 1971 - Premio "Nastro d'argento" a Silvio Clementelli como Mejor Productor (Sindacato Nazionale Giornalisti Cinematografici Italiani)